# 499 a.C.

## Eventos
- Início das Guerras Médicas, entre os gregos e os persas (fim em 449 a.C.)
- Tito Ebúcio Elva e Caio Vetúsio Gêmino Cicurino, cônsules romanos.
- Aulo Postúmio Albo Regilense, ditador romano.